# Монлеале
Монлеале (итал. Monleale, пьем. Monlià) — коммуна в Италии, располагается в регионе Пьемонт, в провинции Алессандрия.
По состоянию на 2010 год, население коммуны составляет 599 человек, а плотность населения 62 чел./км². Занимает площадь 10 км². Почтовый индекс — 15059. Телефонный код — 0131.
Монлеале граничит со следующими коммунами: Берцано-ди-Тортона, Монтеджоко, Монтемарцино, Сареццано, Вольпедо и Вольпельино.
Покровителем коммуны почитается святитель Амвросий Медиоланский, празднование 7 декабря.

## Демография
Динамика населения: